# 贝斯特维希
贝斯特维希是德国北莱茵-威斯特法伦州的一个市镇。总面积69.48平方公里，总人口11171人，其中男性5486人，女性5685人（2011年12月31日），人口密度161人/平方公里。